# 브렛 대번
브렛 대번(Brett Davern, 1992년 3월 16일 ~ )은 미국의 배우이다.